# 1921
| 1921                                                                     |
| ------------------------------------------------------------------------ |
| Dødsfald - Fødsler                                                       |
| • Begivenheder • Film • Litteratur • Musik • Politik • Sport • Videnskab |

| Gregoriansk kalender | 1921 MCMXXI             |
| Ab urbe condita      | 2674                    |
| Armensk kalender     | 1370 ԹՎ ՌՅՀ             |
| Kinesiske kalender   | 4617 – 4618 庚申 – 辛酉 |
| Etiopisk kalender    | 1913 – 1914             |
| Jødisk kalender      | 5681 – 5682             |
| Hindukalendere       |                         |
| - Vikram Samvat      | 1976 – 1977             |
| - Shaka Samvat       | 1843 – 1844             |
| - Kali Yuga          | 5022 – 5023             |
| Iransk kalender      | 1299 – 1300             |
| Islamisk kalender    | 1340 – 1341             |

Konge i Danmark: Christian 10. 1912-1947
Se også 1921 (tal)

## Begivenheder

### Januar
- 18. januar Charles Svendsen Stevns præsenterer som den første dansker seks nye pølsevogne, der ruller ud i de københavnske gader

### Februar
- 1. februar – Folketælling i Kongeriget Danmark samt på Grønland og Færøerne
- 16. februar – blev den Demokratiske Republik Georgien besat af Den Røde Hær og indlemmet i Sovjetunionen, hvor landet i 1922 blev en del af den Transkaukasiske Føderative Socialistiske Sovjetrepublik (TFSSR) sammen med Armenien og Aserbajdsjan
- 24. februar - den danske landmanden Peter Platz støder på højgraven, der viser sig at indeholde Egtvedpigen

### Marts
- 4. marts - kvinder får lige adgang til stillinger - bortset fra til Folkekirken, Hæren og Flåden
- 5. marts - Dansk Kano og Kajak Forbund blev dannet
- 30. marts - Lyngby Boldklub af 1921 bliver grundlagt

### April
- 15. april - på et døgn falder der 1.930 mm sne over Silver Lake i Colorado, USA. Det er dermed det kraftigste snevejr på et enkelt døgn, nogensinde målt

### Maj
- 31. maj - der udbryder uroligheder i den amerikanske by Tulsa i Oklahoma, da hvide indbyggere angriber byens sorte bydel Greenwood

### Juni
- 1. juni Tulsa's hvide befolkningsdel hærger det sorte kvarter kendt som Black Wall Street
- 30. juni - Sverige afskaffer dødsstraffen

### Juli
- 3. juli - under titlen den nationalhistoriske fest, fejrer 30.000 i Ribe, 1 års dagen for genforeningen
- 11. juli - Mongoliet løsriver sig fra Kina og bliver en selvstændig stat
- 31. juli - Belgien opdeles i Fransk- og flamsktalende provinser

### September
- 22. september - Estland, Letland og Litauen optages i Folkeforbundet

### November
- 4. november - Japans premierminister Takashi Hara myrdes ved et attentat
- 4. november - Adolf Hitler danner formelt Sturmabteilung (SA)

### December
- 14.-16. december - Folkeafstemningen i Sopron

### Udateret
- Kvinder opnår valgret i USA.
- Det kinesiske kommunistparti bliver grundlagt.
- Gandhi indleder en civil ulydighedskampagne i Indien.
- Republikken Irland løsriver sig fra Storbritannien.
- Landsbyen Vatnsoyrar blev grundlagt på Færøerne, som første bygd, der ikke ligger ved kysten.
- Writers Guild of America, West grundlægges.

## Født

### Januar
- 5. januar – Friedrich Dürrenmatt, schweizisk forfatter (død 1990).
- 5. januar – Jean, storhertug af Luxembourg (død 2019).
- 7. januar – Bent Faurschou-Hviid, dansk modstandsmand (Flammen) (død 1944). – selvmord
- 9. januar – Ágnes Keleti, ungarsk gymnast (død 2025).
- 18. januar – Yoichiro Nambu, japansk-født amerikansk fysiker (død 2015).
- 23. januar – Sergio Leone, italiensk filminstruktør (død 1989).
- 27. januar – Donna Reed, amerikansk skuespillerinde (død 1986).
- 29. januar – Gotha Andersen, dansk skuespiller og skolelærer (død 1984).
- 31. januar – Carol Channing, amerikansk skuespillerinde (død 2019).

### Februar
- 1. februar – Peter Sallis, engelsk skuespiller (død 2017).
- 4. februar – Betty Friedan, amerikansk forfatter (død 2006).
- 8. februar – Lana Turner, amerikansk skuespillerinde (død 1995).
- 11. februar – Lloyd Bentsen, amerikansk senator (død 2006).
- 16. februar – Hua Guofeng, kinesisk kommunistisk politiker (død 2008).
- 22. februar – Jean-Bedel Bokassa, præsident og senere kejser af den Centralafrikanske Republik (død 1996).
- 24. februar – Abe Vigoda, amerikansk skuespiller (død 2016).
- 26. februar – Betty Hutton, amerikansk skuespillerinde (død 2007).

### Marts
- 4. marts – Halim El-Dabh, egyptisk komponist og lærer (død 2017).
- 12. marts – Gianni Agnelli, italiensk iværksætter og formand for Fiat (død 2003).
- 14. marts – Egon Weidekamp, dansk politiker og overborgmester (død 2000).
- 14. marts – Lis Hartel, dansk dressurrytter og flere gange medaljevinder ved OL (død 2009).
- 16. marts – Jens Bjerre, dansk eventyrer og forfatter (død 2020).
- 24. marts – Vasilij Smyslov, tidligere verdensmester i skak (død 2010).
- 25. marts – Simone Signoret, fransk skuespillerinde (død 1985).
- 25. marts – Mary Douglas, engelsk antropolog (død 2007).
- 28. marts – Dirk Bogarde, britisk skuespiller (død 1999).

### April
- 3. april – Peter Zinkernagel, dansk filosof (død 2003).
- 8. april – Tyge Dahlgaard, dansk politiker (død 1985).
- 14. april – Thomas Schelling, amerikansk økonom og modtager af Nobelprisen i økonomi (død 2016).
- 15. april – Georgij Beregovoj, sovjetisk kosmonaut (død 1995).
- 16. april – Peter Ustinov, engelsk skuespiller (død 2004).
- 25. april – Karel Appel, hollandsk kunstner, medlem af CoBrA (død 2006).
- 30. april – Tove Maës, dansk skuespillerinde (død 2010).

### Maj
- 2. maj – Satyajit Ray, indisk filminstruktør (død 1992).
- 5. maj – Arthur Schawlow, amerikansk fysiker (død 1999).
- 9. maj – Bendt Rothe, dansk skuespiller (død 1989).
- 9. maj – Sophie Scholl, tysk kvindelig modstander af Hitler (henrettet i 1943).
- 14. maj − Arve Opsahl, norsk skuespiller (død 2007).
- 16. maj – Harry Carey Jr., amerikansk skuespiller (død 2012).
- 21. maj – Andrej Sakharov, russisk atomfysiker (død 1989).
- 25. maj – Jack Steinberger, amerikansk fysiker (død 2020).
- 25. maj – Hal David, amerikansk sangskriver (død 2012).

### Juni
- 2. juni – Gyrd Løfqvist, dansk skuespiller (død 2012).
- 8. juni – Suharto, indonesisk præsident (død 2008).
- 10. juni – Prins Philip, hertug af Edinburgh (død 2021).
- 11. juni – Ib Spang Olsen, dansk tegner og forfatter (død 2012).
- 19. juni – Louis Jourdan, fransk filmskuespiller (død 2015).
- 21. juni – Jane Russell, amerikansk skuespillerinde (død 2011).

### Juli
- 1. juli – Seretse Khama, tidligere præsident af Botswana (død 1980).
- 4. juli – Gérard Debreu, fransk økonom og matematiker (død 2004).
- 6. juli – Nancy Reagan, amerikansk præsidentfrue (død 2016).
- 9. juli – Keld Markuslund, dansk skuespiller (død 1972).
- 18. juli – John Glenn, amerikansk astronaut (død 2016).

### August
- 8. august – Esther Williams, amerikansk skuespillerinde og svømmer (død 2013).
- 11. august – Alex Haley, amerikansk forfatter (død 1992).
- 19. august – Gene Roddenberry, amerikansk manuskriptforfatter (død 1991).

### September
- 1. september – Simon Spies, dansk rejsekonge (død 1984)
- 4. september – Ariel Ramírez, argentinsk komponist og pianist (død 2010).
- 12. september – Stanisław Lem, polsk forfatter (død 2006).
- 19. september – Paulo Freire, brasiliansk pædagog og filosof (død 1997).
- 28. september – Jørn Grauengaard, dansk guitarist og kapelmester (død 1988).
- 29. september – Ole Wivel, dansk forfatter og forlagsdirektør (død 2004).

### Oktober
- 1. oktober – James Whitmore, amerikansk skuespiller (død 2009).
- 19. oktober – Gunnar Nordahl, svensk fodboldspiller (død 1995).
- 22. oktober – John Wittig, dansk skuespiller (død 1987).
- 25. oktober – Mihai 1. af Rumænien, Rumæniens sidste konge (død 2017).

### November
- 2. november – Søren Kam, tidligere dansk frivillig i Waffen-SS (død 2015).
- 3. november – Charles Bronson, amerikansk skuespiller (død 2003).
- 5. november – Fawzia af Egypten, egyptisk prinsesse (død 2013).
- 14. november – Brian Keith, amerikansk skuespiller (død 1997).
- 17. november – Albert Bertelsen, dansk billedkunstner (død 2019).
- 21. november – Knud Hilding, dansk skuespiller (død 1975).
- 27. november – Ole Sarvig, dansk forfatter (død 1981).

### December
- 8. december – Cleo, dansk sanger og skuespiller (død 2006).
- 9. december – Ingeborg Brams, dansk skuespillerinde (død 1989).
- 17. december – Anne Golon, fransk forfatter (død 2017).
- 26. december – Steve Allen, amerikansk komiker (død 2000).

## Dødsfald
- 8. januar – Emma Gad, dansk forfatter (født 1852).
- 26. januar - Alfred Sveistrup Poulsen, dansk teolog og biskop (født 1854).
- 2. februar – Antonio Jacobsen, dansk-amerikansk maler (født 1850).
- 12. februar – Troels Frederik Troels-Lund, dansk historiker og forfatter (Dagligt Liv i Norden i det sekstende Aarhundrede) (født 1840).
- 18. april - Tycho Jessen, dansk maler (født 1870).
- 26. april – Cornelia Levetzow, dansk forfatter (født 1836).
- 17. maj – Karl Mantzius, dansk skuespiller (født 1860).
- 18. maj – Martin Nyrop, dansk arkitekt (født 1849).
- 22. maj - Konrad Jørgensen, dansk redaktør og bogtrykker (født 1849).
- 7. juni – Hans Christian Cornelius Mortensen, dansk ornitolog (født 1856).
- 21. juni - Marie Lassen, dansk redaktør, bladudgiver og politiker (født 1864).
- 11. juli – Sigurd Berg, dansk politiker og redaktør (født 1868).
- 12. juli - Henri Glæsel, dansk arkitekt (født 1853).
- 22. august - Sofus Elvius, dansk personalhistoriker (født 1849).
- 21. september – Edouard Suenson, dansk søofficer og direktør (født 1842).
- 26. september - Alfred Lehmann, dansk professor og laboratoriegrundlægger (født 1858).
- 8. oktober - Henning Frederik Feilberg, dansk folklorist, forfatter og præst (født 1831).
- 25. oktober – N.P. Mols, dansk maler (født 1859).
- 9. november – Axel Gade, kgl. dansk violinist og komponist (født 1860).
- 11. november – Fritz Hansen, dansk oberstløjtnant, direktør og komitémedstifter (født 1855).
- 14. november - Sophus Barner, dansk politiker og godsejer (født 1839).
- 21. november - Christina Nilsson, svensk operasanger (født 1843).
- 6. december – Viggo Schulstad, dansk bagermester og fabrikant (født 1848).
- 16. december – Camille Saint-Saëns, fransk komponist (født 1835).

## Nobelprisen
- 9. november - Fysik – Albert Einstein for sit arbejde om fotoelektrisk effekt
- Kemi – Frederick Soddy
- Medicin –
- Litteratur – Anatole France
- Fred – Hjalmar Branting Christian Lange

## Sport
- 2. juli – I verdens første radiotransmitterede boksekamp stopper verdensmesteren Jack Dempsey den franske udfordrer George Carpentier i 4. omgang. Kampen i Jersey City overværes af mere end 80.000 tilskuere, og er den første boksekamp, der giver entreindtægter på mere end 1 million $.